# Gliese 229
Désignations
Gliese 229 , également désigné HD 42581, est un système multiple situé à une distance de ∼ 18,8 a.l. (∼ 5,76 pc) du Soleil, dans la direction de la constellation australe du Lièvre.
Sa composante principale est l'étoile Gliese 229 Aa,, une naine rouge autour de laquelle orbite Gliese 229 Ab, une planète confirmée.
L'autre composante du système est la paire de naines brunes Gliese 229 B de type spectral T.
Le système est aussi connu comme NAJ 1, abréviation de Nakajima 1, en hommage à l'astronome japonais Tadashi Nakajima, co-découvreur de Gliese 229 B.

## Gliese 229 A

### Gliese 229 Aa
L'étoile primaire du système, Gliese 229 A, ou plus formellement Gliese 229 Aa, est une étoile naine rouge de type spectral M1V. Elle est suspectée d'être une étoile éruptive.

### Gliese 229 Ab
Gl 229 Ab est une planète en orbite autour de l'étoile GJ 229 Aa. Détectée par la méthode spectroscopique des vitesses radiales, sa découverte a été annoncée en 2014. Sa masse est d'environ 0,10 ± 0,5 masse jovienne. Elle tourne autour de son étoile en environ 471 +22
-12 jours, sur une orbite de demi-grand axe d'environ 0,97 +0,12
-0,09 unité astronomique et d'excentricité 0,10 +0,22
-0,10.

## Gliese 229 B
La découverte de Gl 229 B a été annoncée en 1995. Elle était considérée comme le prototype des naines T.
Il est annoncé en 2024 que GJ 229 B est un système binaire constitué de deux naines brunes, ce qui explique que sa luminosité paraissait anormalement faible par rapport aux prédictions,. Le demi-grand axe de la paire est de 0,042 unité astronomique (6,3 millions de kilomètres, 16 fois la distance Terre-Lune) et les deux objets se tournent autour en 12,1 jours. Le rapport de luminosité entre les deux naines brunes est de 0,47 ± 0,03 à une longueur d'onde de 2 μm. Le duo fait le tour de Gliese 229 A en 250 ans.
La résolution de ce couple a été menée par un doctorant du Caltech, Jerry W. Xuan, auteur principal de l'étude, à l'aide de deux instruments du VLT : l'interféromètre optique GRAVITY et le spectromètre CRIRES+.

### Gliese 229 Ba
Gliese 229 Ba a une masse de 38,1 ± 1,0 masses joviennes.

### Gliese 229 Bb
Gliese 229 Bb a une masse de 34,4 ± 1,5 masses joviennes.